# Ланиус, Карл
Карл Ланиус (Karl Lanius) — немецкий физик, член АН ГДР (1969).
Родился 03.05.1927 в Берлине.
Окончил Университет им. А. Гумбольдта (1962).
В 1962—1988 гг. директор Института физики высоких энергий АН ГДР (г. Цойтен). В 1973—1976 гг. вице-директор ОИЯИ (Дубна). В 1988-1990 гг. научный сотрудник ЦЕРН.
Автор научных работ в области физики космических лучей и физики элементарных частиц (сильные взаимодействия, адронная спектроскопия).
Доктор наук, профессор, академик АН ГДР (1969), лауреат Национальной премии ГДР (1967).
Умер 21 июля 2010 года в Кёнигс-Вустерхаузен.